# Yidishland
Yidishland. Independent literary journal ist eine jiddische Literaturzeitschrift.
Sie wird im Olnianski Tekst Farlag in Lund in Schweden seit 2019 herausgegeben und ist eine der sehr wenigen jiddischen Zeitschriften, die noch außerhalb der USA bestehen.
Die Zeitschrift Yidishland möchte moderne jiddische Literatur fördern. Sie veröffentlicht deshalb vor allem literarische Texte junger Autoren, außerdem auch Übersetzungen aus anderen Sprachen, wie zum Beispiel 2022 ein Gedicht von Anna Achmatowa aus dem Russischen oder alte Quechua-Texte aus Südamerika und Literaturbesprechungen.
Die Zeitschrift erscheint etwa viermal im Jahr. Sie wurde zumindest in den ersten Ausgaben von den israelischen Schriftstellern und Jiddisten Michael Felsenbaum, Velvl Tchernin (Chernin) und Dov-Ber Kerber mitgestaltet, die alle aus Russland stammen.
Die meisten Ausgaben waren jeweils einem Thema gewidmet.